# Plaza de la Herrería
La plaza de la Herrería es una gran plaza de origen medieval situada en el extremo sureste del casco antiguo de la ciudad española de Pontevedra dentro del perímetro de las antiguas murallas de la ciudad. 
Es la plaza principal del casco antiguo y tiene en sí misma una superficie de unos 2000 m2. En la práctica incluye las pequeñas plazas de la Estrella en el lado norte, la plaza de Orense en el lado sur y la plaza del Casto Sampedro en el lado este, lo que supone un espacio total de casi 5000 m2.

## Origen del nombre
La plaza toma su nombre de las forjas que allí se ubicaban en la Edad Media, ya que los Reyes Católicos decretaron órdenes para armar a los caballeros españoles con armas de Pontevedra y Oviedo.

## Historia
Las primeras referencias a la plaza datan de entre 1325 y 1330. En la Edad Media era conocida como Plaza de Trabancas, y tomó el nombre de Herrería hacia 1820 en recuerdo de los antiguos artesanos y herreros que vivían en ella, que fabricaban todo tipo de armas e instrumentos de hierro y que alcanzaron fama en todo el país.
La plaza fue ampliada en el siglo XV para acoger el mercado de la Feira Franca, un mercado libre de impuestos que comenzó a celebrarse en la ciudad por un privilegio real establecido por el rey Enrique IV en 1467.

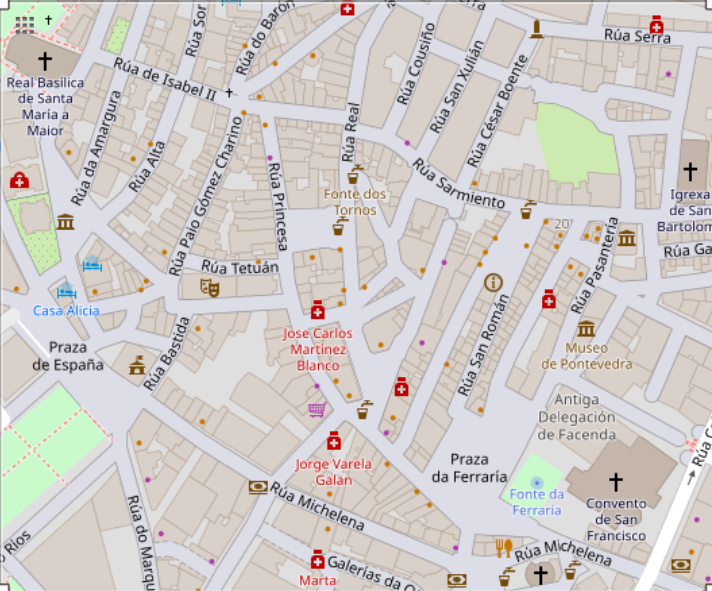
La Praza da Ferraría (en Gallego) en la parte inferior derecha, en el centro histórico

En el centro de la plaza ajardinada de Casto Sampedro, en el lado este de la plaza, se encuentra la fuente de la Herrería del siglo XVI que estuvo emplazada en el lado empedrado de la plaza, en el centro, hasta 1857. Financiada en 1537 por Carlos V, cuyo escudo lleva, y terminada 15 años más tarde, fue construida al estilo de las fuentes portuguesas (chafariz) por João Lópes y Domingo Fernández. La fuente de la Herrería servía para dar la bienvenida a los peregrinos que se dirigían a Santiago de Compostela tras entrar en el recinto amurallado de la ciudad por la puerta de Trabancas de las murallas. Se menciona en la canción popular:
| PONTEVEDRA É BOA VILA DÁ DE BEBER A QUEN PASA. A FONTE NA FERRERÍA, SAN BARTOLOMÉ NA PRAZA. | Pontevedra es una buena ciudad Da de beber a quien pasa, La fuente en la Herrería San Bartolomé en la plaza |

Desde el siglo XVII se celebraban corridas de toros en la plaza, que estaba cercada con vallas de madera. En 1820 la plaza pasó a llamarse Plaza de la Herrería, su nombre actual, en recuerdo del gremio de herreros. En 1845 se nivelaron los terrenos bajo el Convento de San Francisco para ajardinarlos. En ese año la feria de ganado que se realizaba en la plaza fue trasladada extramuros, al espacio que ocupa el actual parque de las Palmeras. En 1853 se construyó la escalinata de acceso a la iglesia de San Francisco. En 1928 se restauró la fuente y se instaló en la plaza del Casto Sampedro (fruto de ese ajardinamiento), a unos cincuenta metros de su emplazamiento original. Sirvió de modelo para muchas de las fuentes que se construyeron en los claustros de los conventos y delante de algunos pazos.
Entre 1854 y 1931, la plaza recibió el nombre de Plaza de la Constitución. En el lado empedrado de la plaza se celebraba antiguamente el mercado de la ciudad. A finales del siglo XIX se instalaban en ella puestos de loza, ropa y calzado. Entre 1900 y 1903 se remodeló y pavimentó la plaza y se construyeron a partir de 1910 los dos edificios modernistas frente al convento de San Francisco.
En 1983 el Ayuntamiento de Pontevedra decidió pavimentar con granito la calle del Chocolate, cuya remodelación se inauguró en agosto de 1984. La remodelación supuso la eliminación del tráfico rodado a lo largo de la calle y el primer paso hacia la unificación de los espacios de la Plaza de la Herrería y los jardines de Casto Sampedro. La calle pasó a llamarse Paseo de las Camelias hasta que en 1988 adoptó su nombre definitivo de Antonio Odriozola.

## Descripción
En la plaza confluyen las calles Soportales, Conde de San Román, Figueroa, Pasantería, Benito Corbal, Figueroa y la antigua Puerta de Trabancas de las murallas, que forma parte del Camino Portugués. Junto a ella se encuentra la iglesia de la Virgen Peregrina.

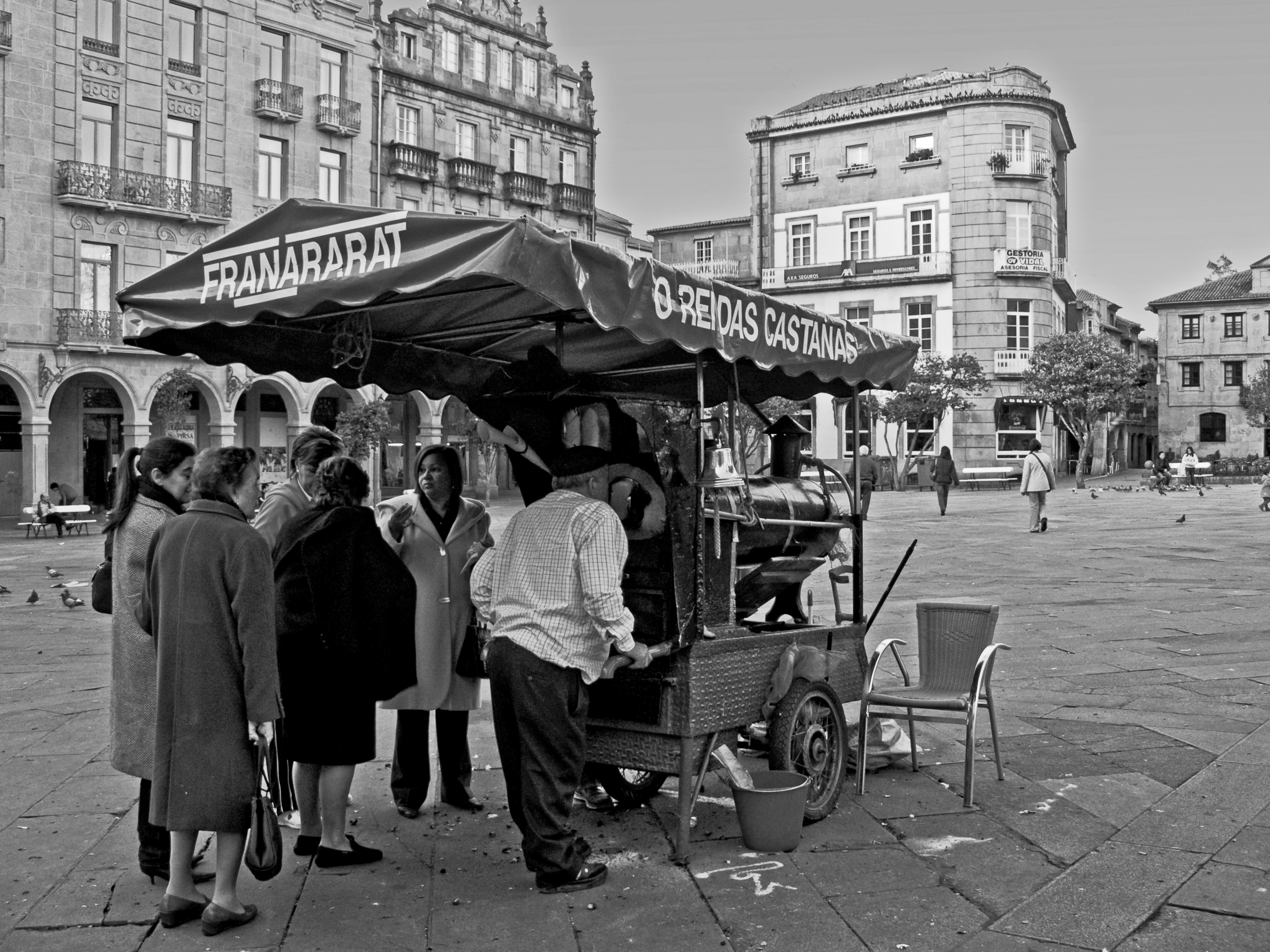
Un hombre vendiendo castañas en la Plaza de la Herrería.

Sus locales comerciales son en su mayoría establecimientos textiles u hosteleros. La famosa tienda textil Almacenes Clarita abrió sus puertas en 1916. La plaza está situada junto al Convento de San Francisco y las plazuelas de la Estrella (700 m2), y Orense (700 m2), así como la plaza de Casto Sampedro, de 1000 m2.
Dos de los cafés más antiguos de la ciudad se encuentran en la plaza: El Café Savoy (hoy Restobar Savoy), lugar de encuentro de intelectuales desde 1936, y el Carabela, que abrió diez años después, en 1946.
Entre la Plaza de la Herrería y los jardines de Casto Sampedro se encuentra el Paseo de Antonio Odriozola, bordeado de camelias y bancos, antiguamente conocido como Calle del Chocolate por su antiguo empedrado negro.

## Edificios destacados
Los edificios de la plaza datan de los siglos XIV al XX. La Casa del Regidor en el número 11 fue terminada según inscripción en 1536. Al este y al norte de la plaza se encuentran el convento y la iglesia gótica de San Francisco, y abajo, en medio de la plaza de Casto Sampedro, está la famosa fuente renacentista de la Herrería.

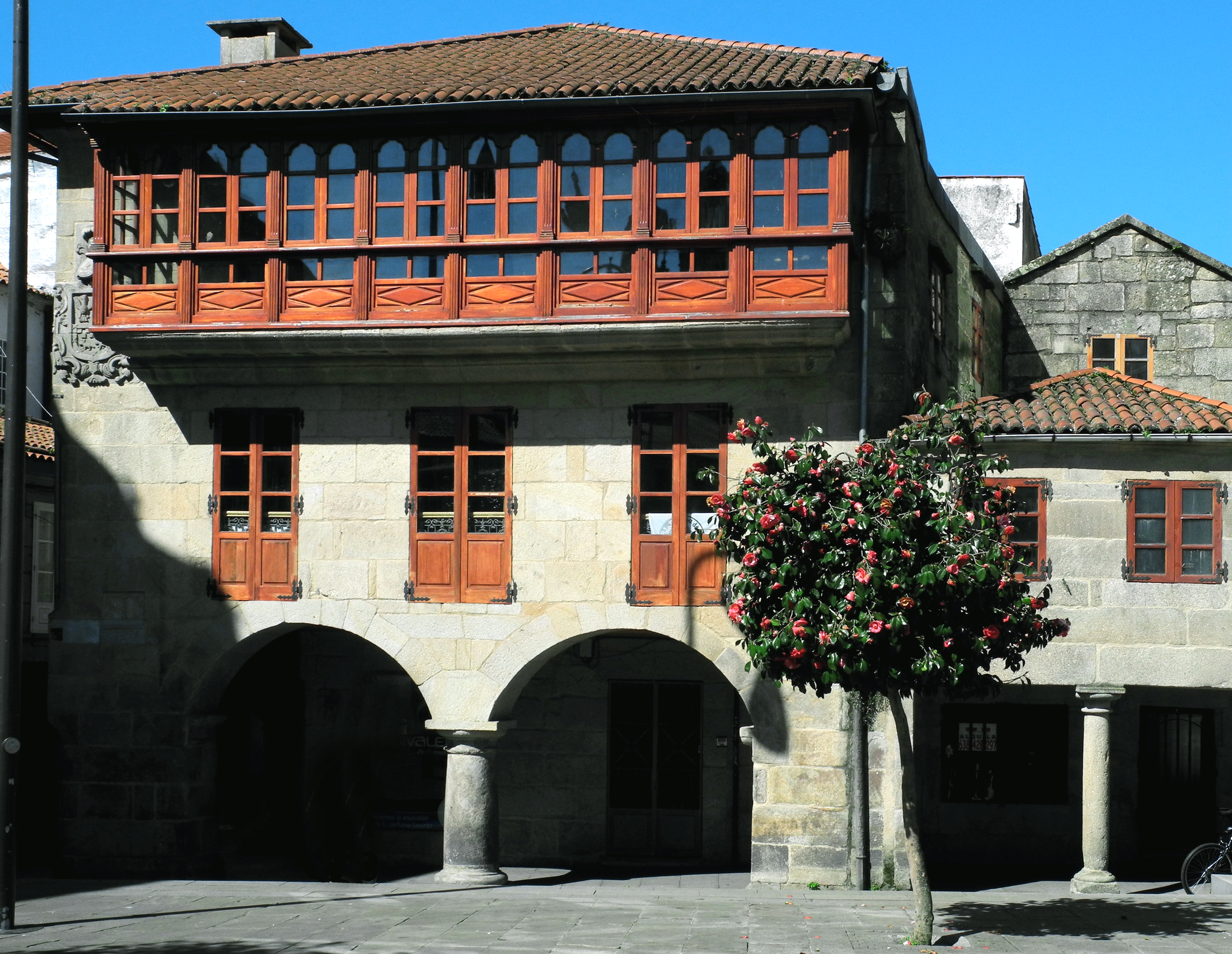
Casa del siglo XVI en la que se rodó la serie El jardinero.

En un lateral de la plaza haciendo esquina con la calle Soportales se encuentra una casa asoportalada del siglo XVI de planta baja y dos pisos. Destaca por su fachada de piedra, su galería con carpintería roja, un escudo de armas, una chimenea visible y una escalera ornamentada, elementos típicos de la arquitectura gallega tradicional. Esta vivienda se ha hecho internacionalmente reconocible gracias a su aparición en la miniserie de Netflix El jardinero, donde es el hogar del personaje de Violeta, interpretado por Catalina Sopelana. La serie, rodada en distintos puntos del centro histórico, utiliza esta casa como escenario clave y recurrente a lo largo de sus seis episodios.
Al oeste de la plaza hay dos notables edificios modernistas. El edificio modernista del número 8, más al sur, es el más antiguo de los dos. Fue diseñado por el arquitecto Andrés López de Ocáriz Robledo, que terminó el proyecto en junio de 1912. El edificio fue promovido por Jose Pazos, un rico emigrante que regresó de América, quien compró cuatro de las cinco casitas del siglo XV que delimitaban la plaza por el oeste y que fueron derribadas. Consta de planta baja con soportales de doble altura, tres pisos y ático. En la fachada principal, por encima y por debajo de las puertas y ventanas, así como en el frontón central curvo con arco de medio punto y en las cornisas a ambos lados, aparece decoración modernista con motivos florales y geométricos. El edificio tiene dos grandes balcones centrales de hierro forjado en las dos primeras plantas y cuatro balcones laterales en la tercera. Fue completamente reformado en 2007 por los arquitectos César Portela y Enrique Barreiro Álvarez.
El edificio modernista del número 9, más al norte, fue construido en los años 1920. Tiene una planta baja con arcos de doble altura y cuatro pisos, rematados por un pequeño frontón central con decoración geométrica. Esta decoración también está presente en los laterales de las puertas balconeras y, sobre todo, bajo los balcones del primer piso. El edificio destaca por el balcón de piedra en cada una de las cuatro ventanas francesas de cada planta, que tienen vidrieras rojas, verdes y azules en armonía cromática con las de la iglesia de San Francisco. El edificio, que tiene dos puertas de acceso desde la plaza, con dos tramos diferentes de escaleras para permitir el acceso independiente a los dos pisos de cada planta, fue completamente renovado por el arquitecto Mauro Lomba en 2022.
Al sur de la plaza se ve al fondo la iglesia de la Virgen Peregrina. La Casa de las Caras se encuentra en la Plaza de la Estrella.

## Cultura
La plaza suele estar llena de palomas a las que a los niños les gusta dar de comer. En julio se celebra en ella la Feria de Artesanía y Diseño del Atlántico. Actualmente se celebran también en la plaza el mercado de las flores en la víspera de Todos los Santos, así como diversos mercados populares en días como el de la Feira Franca o el Día del Libro.
Además, hay conciertos gratuitos en verano y tiene lugar la quema del loro Ravachol durante el Carnaval. En otoño es el lugar de encuentro de los tradicionales vendedores de castañas. En la actualidad tienen lugar en la plaza las actuaciones y conciertos de intérpretes que participan en el Festival Internacional de Jazz y Blues de Pontevedra.

## Galería de imágenes

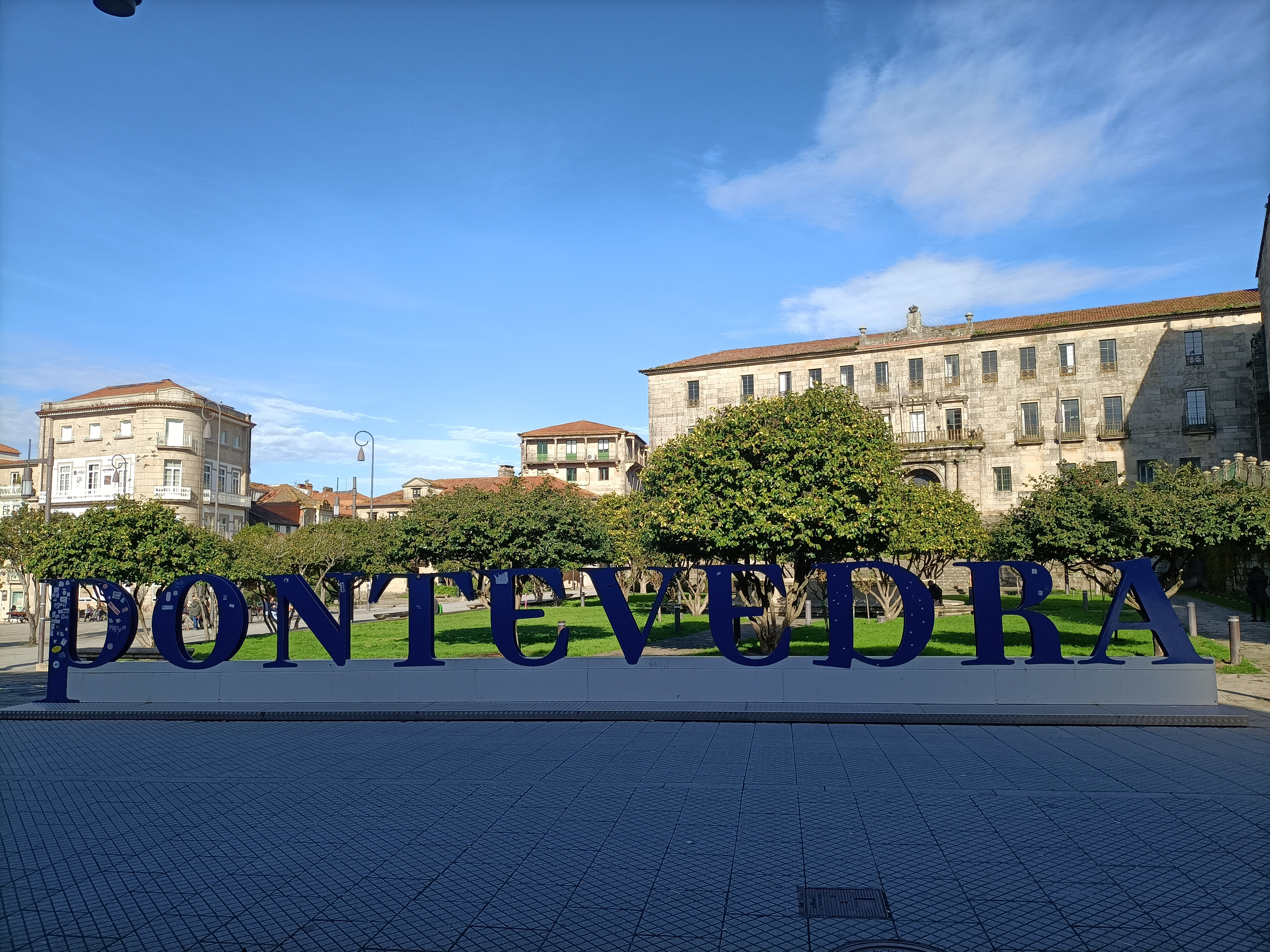
Letrero turístico
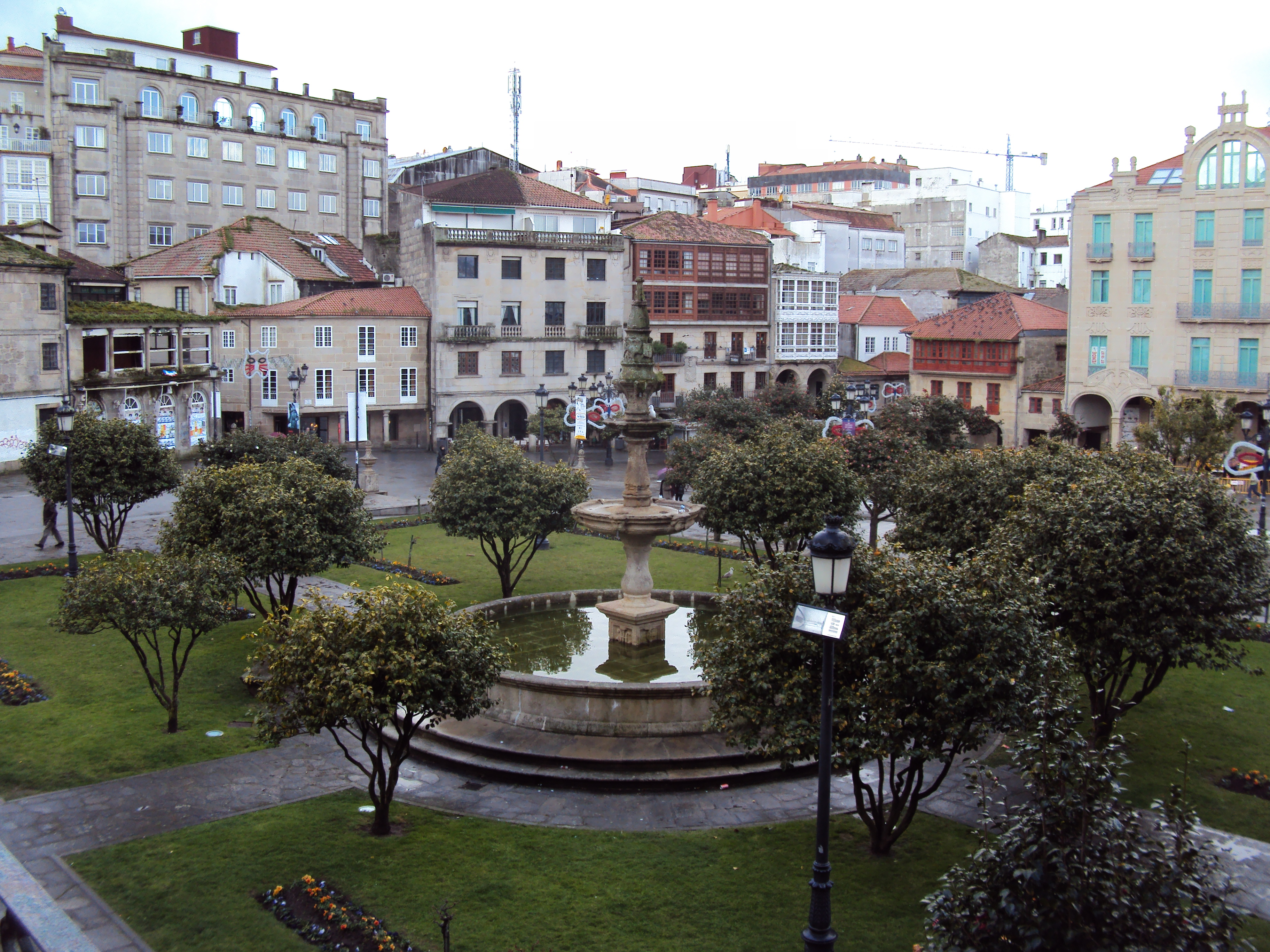
Fuente en el medio de los jardines de Casto Sampedro
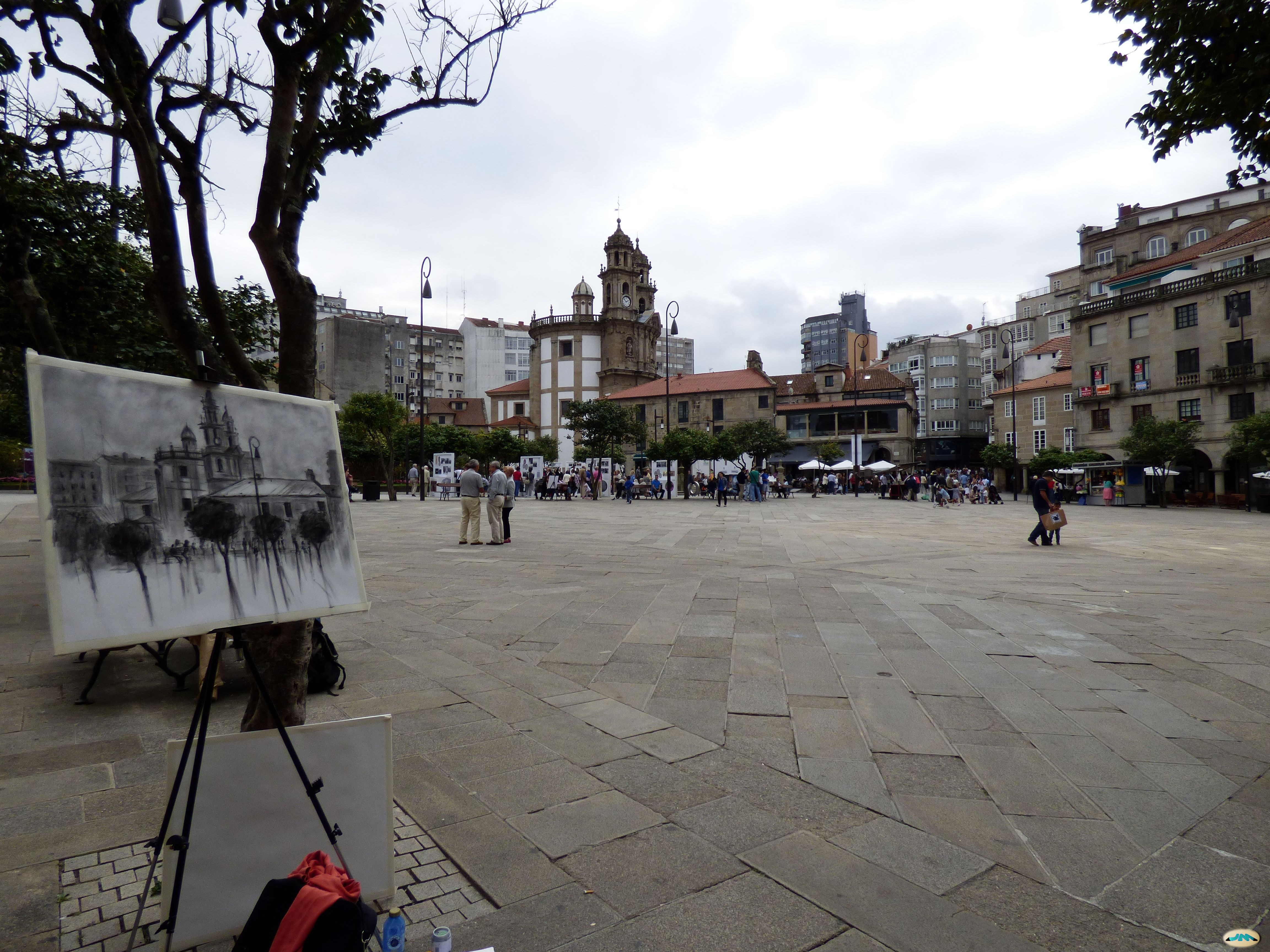
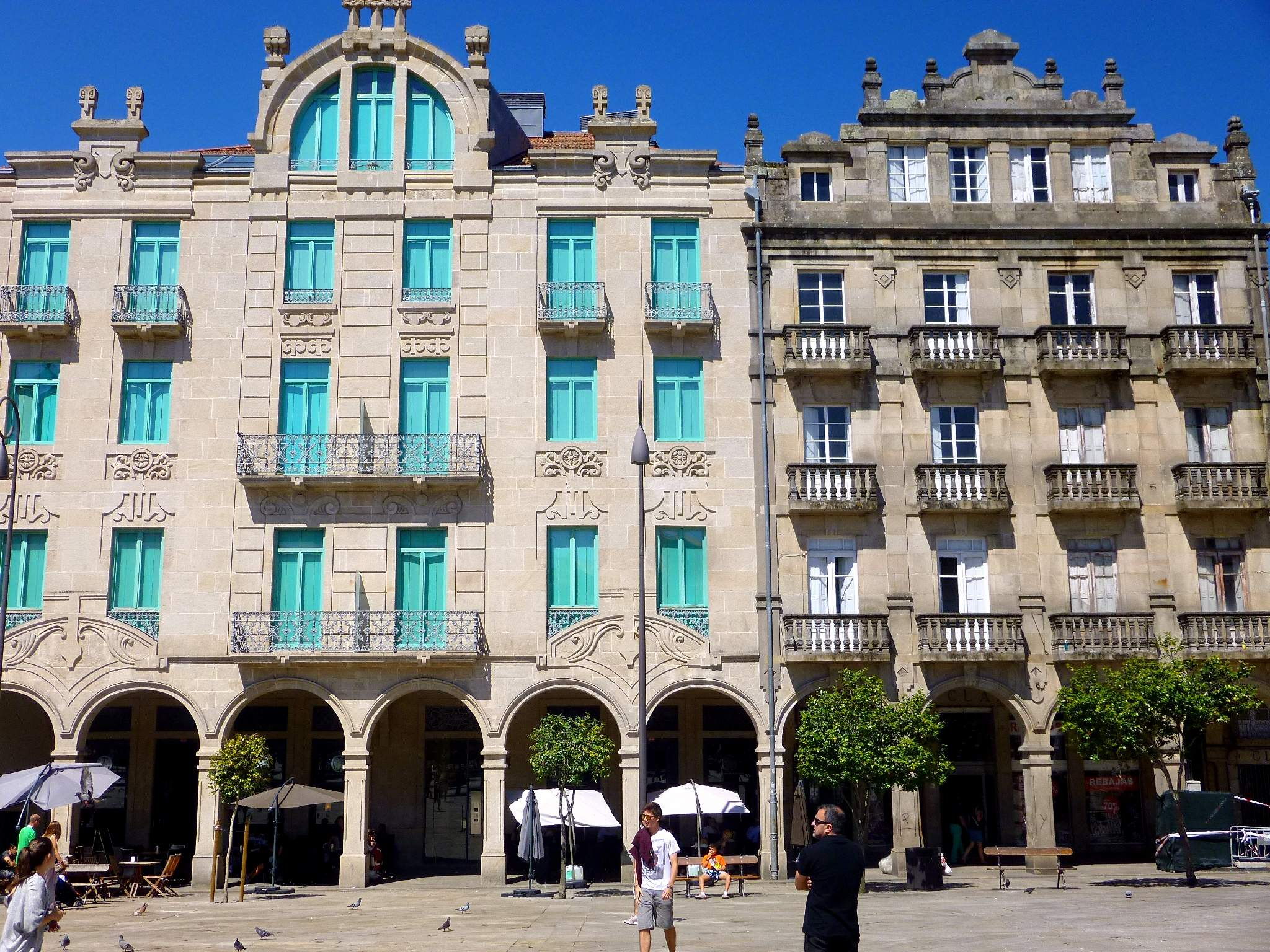
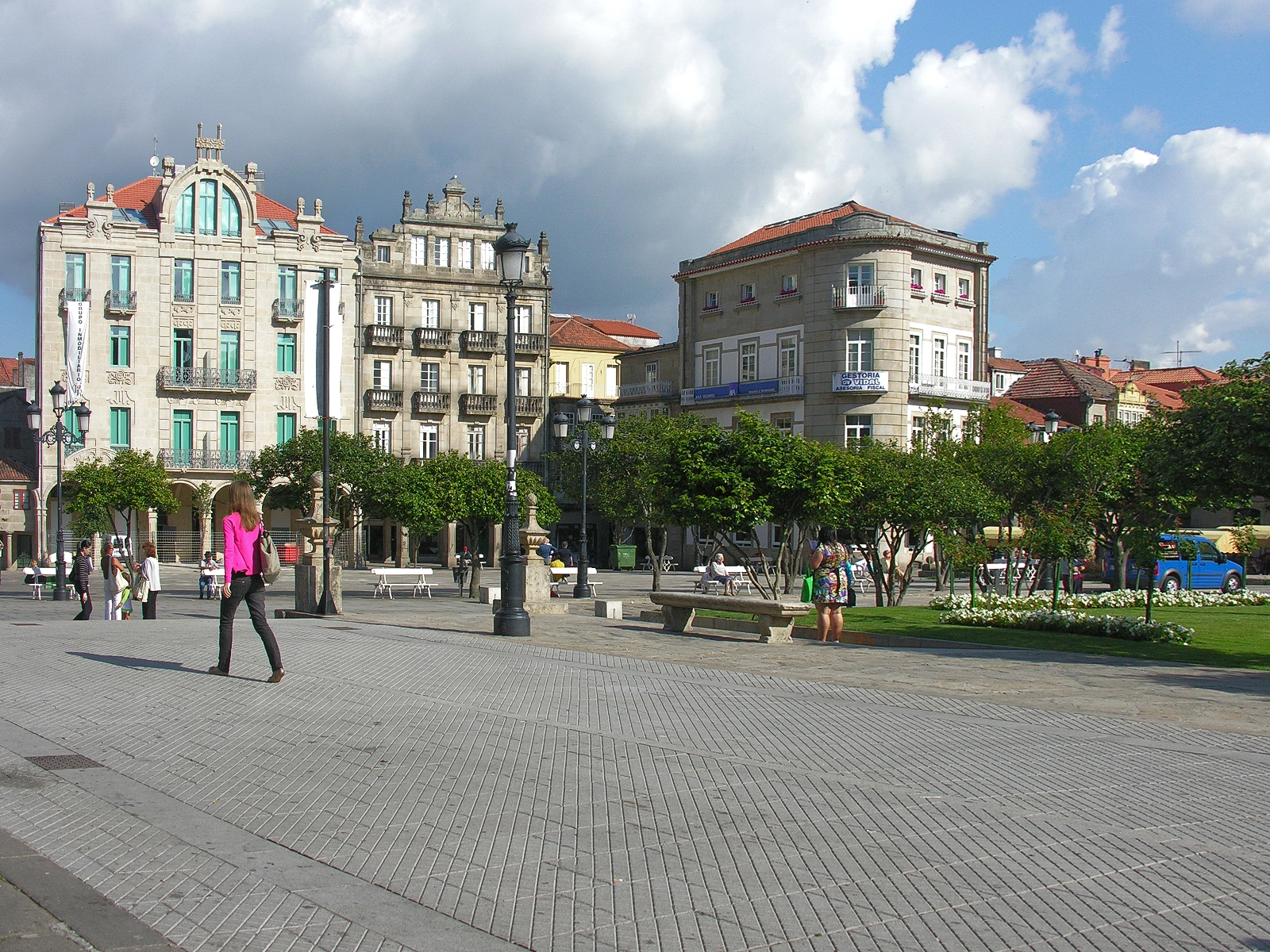
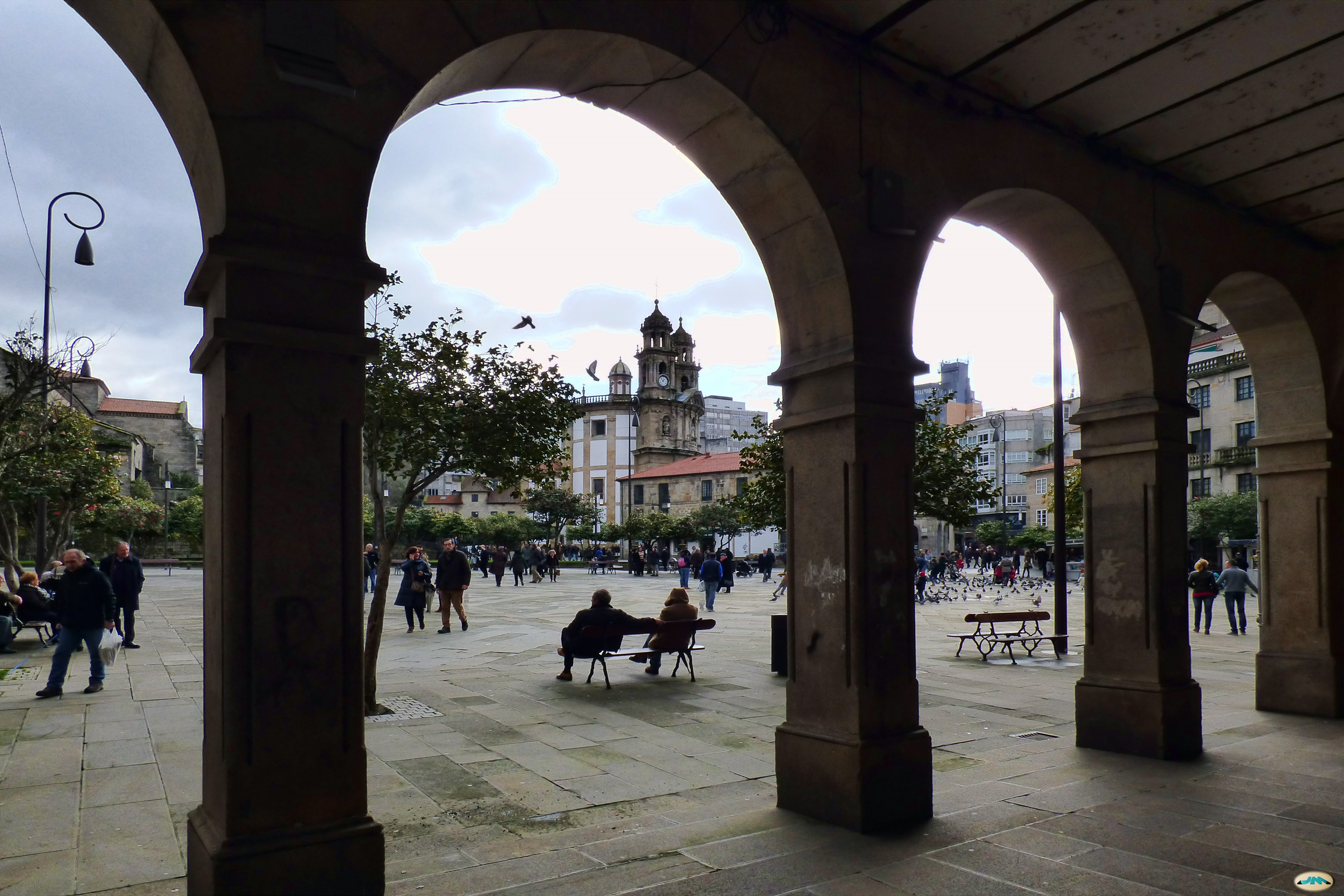
Soportales de la plaza
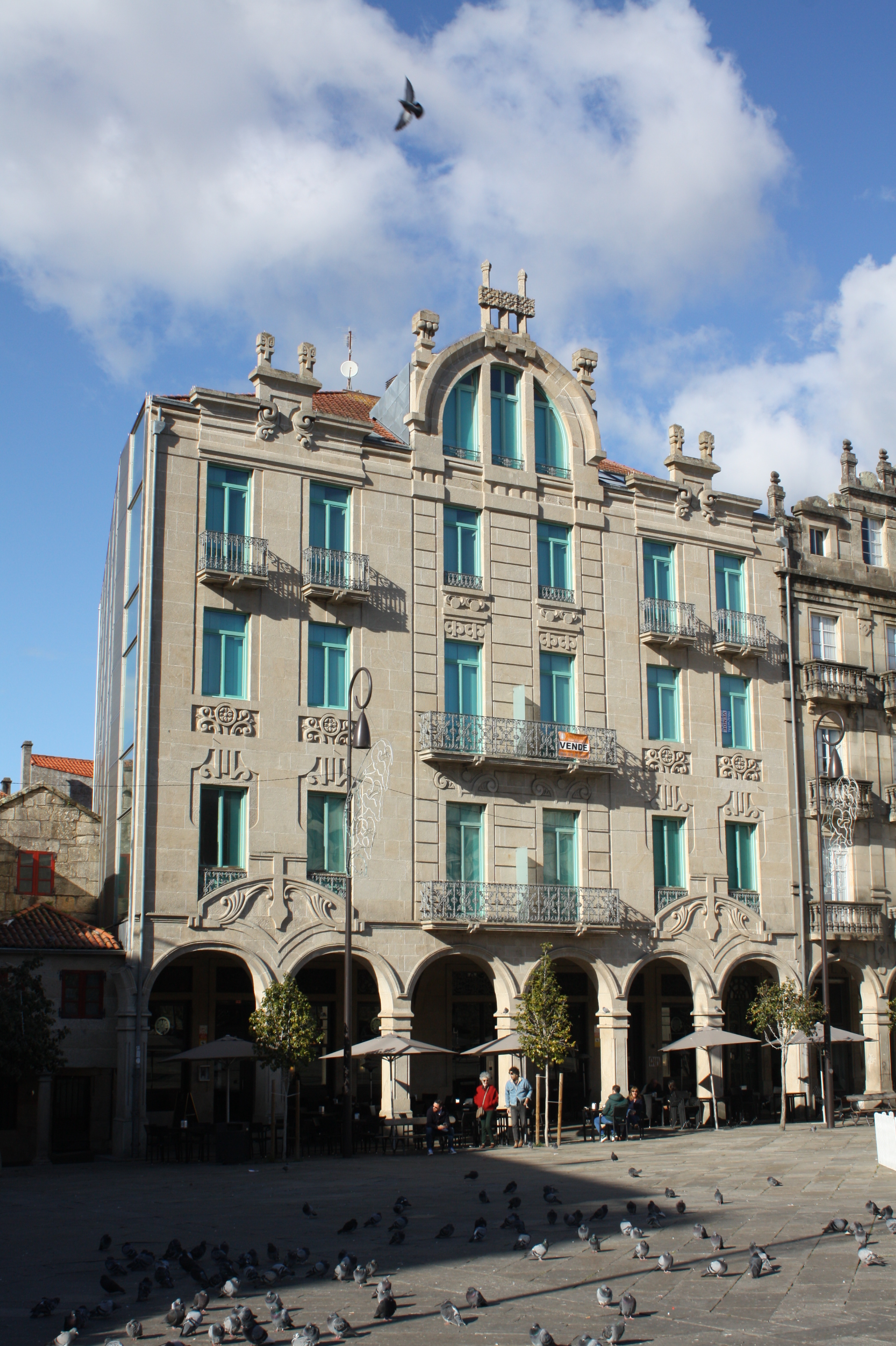
Palomas en la plaza
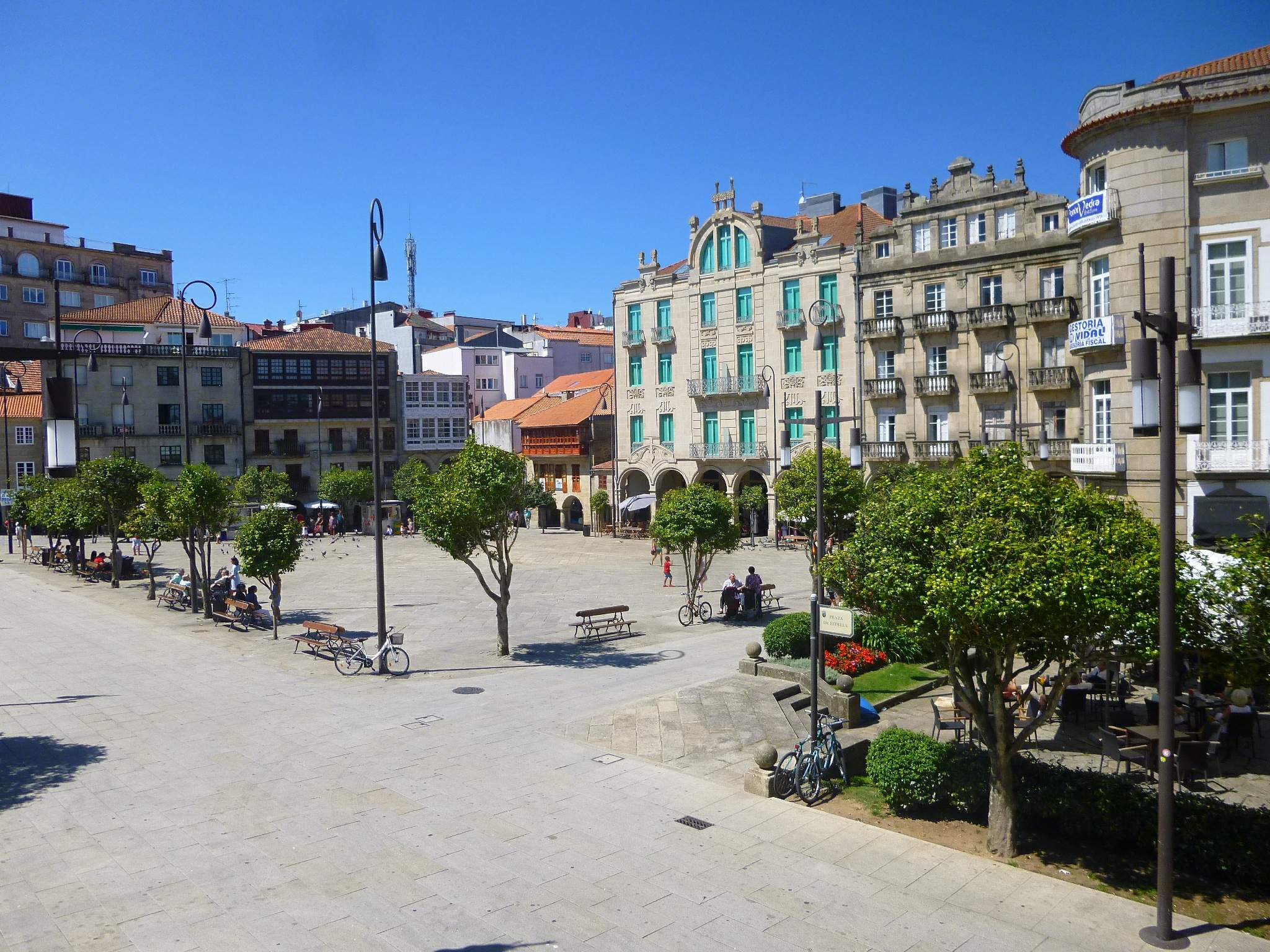
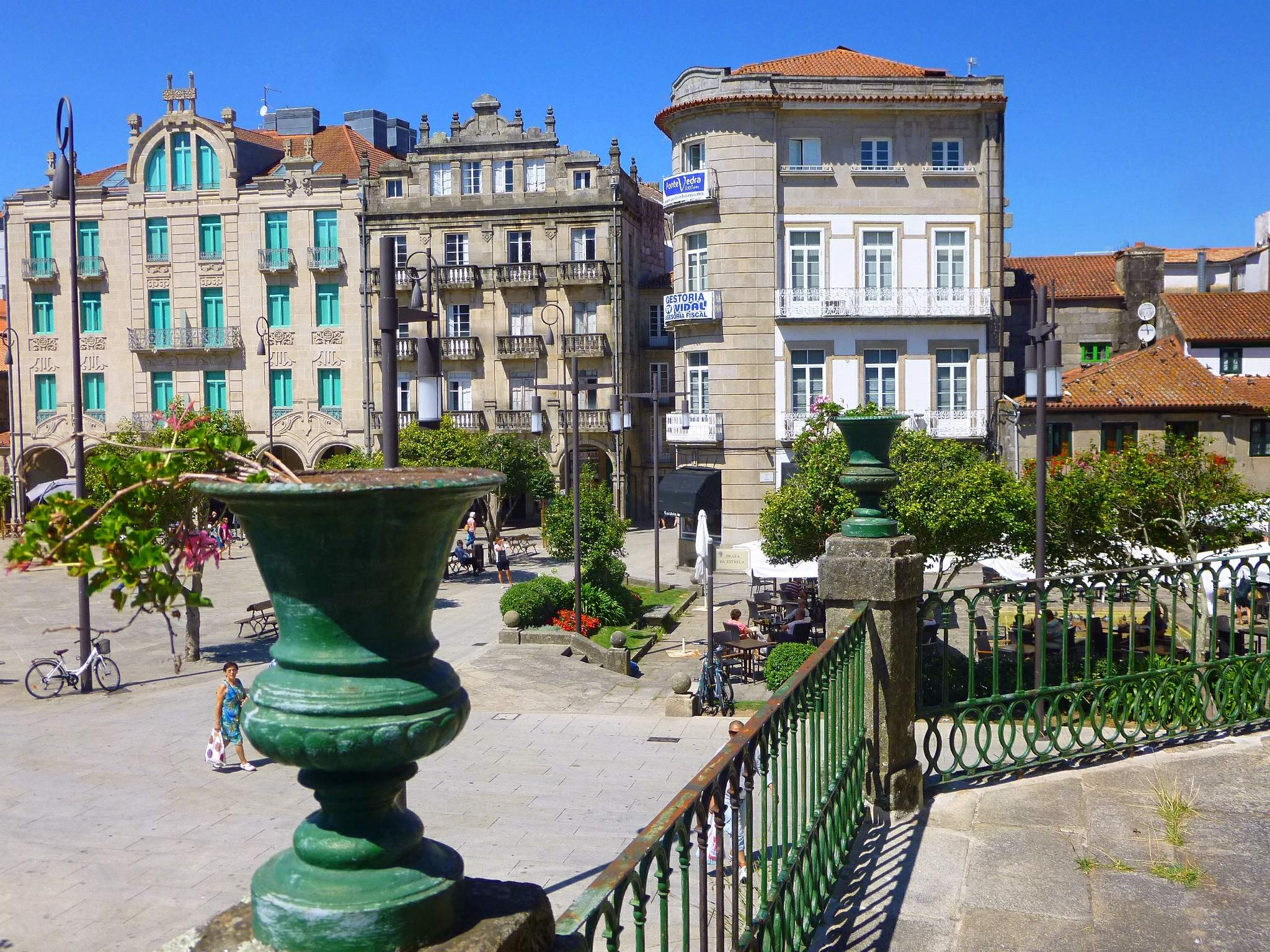
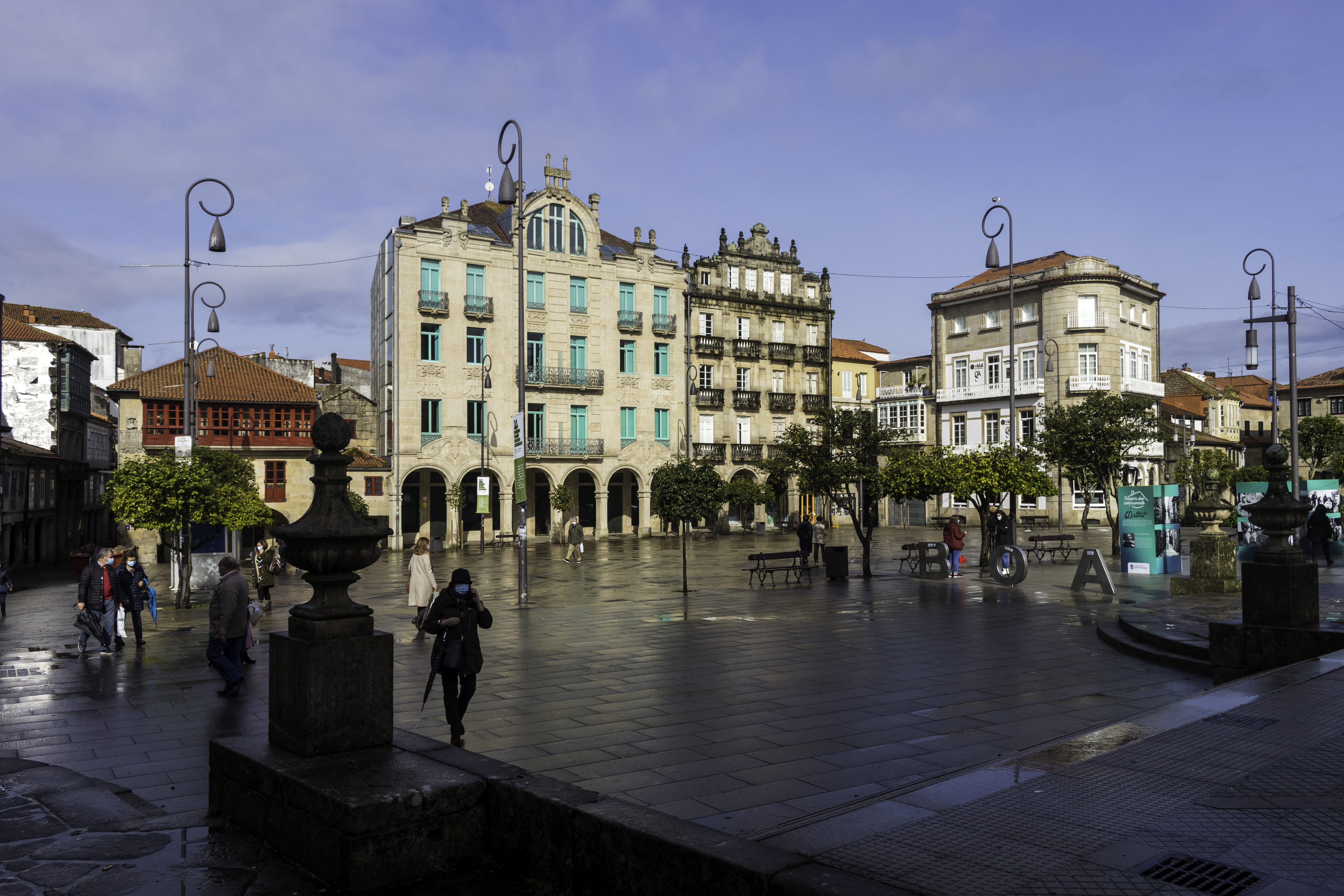
La plaza en 2000
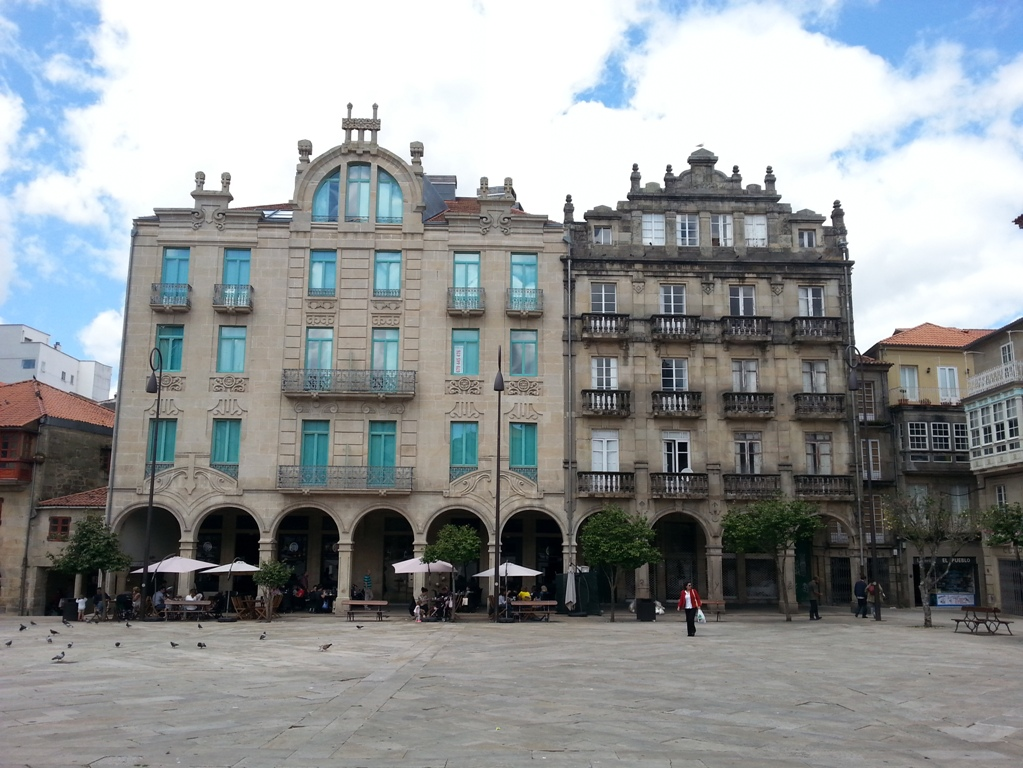
Edificios modernistas
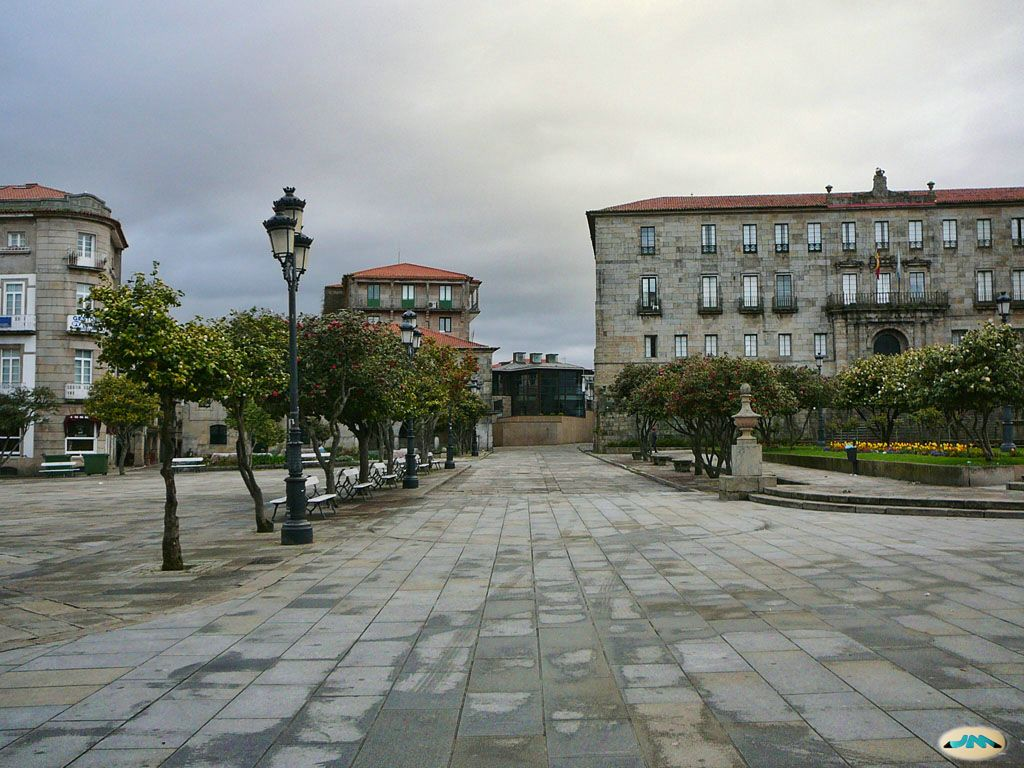